# Sieniawka (Dzierżoniów, Baja Silesia)
Sieniawka (alemán: Lauterbach) es una localidad del distrito de Dzierżoniów, en el voivodato de Baja Silesia (Polonia). Se encuentra en el suroeste del país, dentro del término municipal de Łagiewniki, a unos 6 km al oeste de la localidad homónima y sede del gobierno municipal, a unos 18 al nordeste de Dzierżoniów, la capital del distrito, y a unos 43 al suroeste de Breslavia, la capital del voivodato. Sieniawka perteneció a Alemania hasta 1945, año en el que pasó a formar parte del voivodato polaco de Breslavia hasta 1998.